# アスナロ
アスナロ（翌檜、明檜）は、裸子植物マツ綱のヒノキ科アスナロ属に分類される唯一の現生種である Thujopsis dolabrata のこと、またはその基準変種である Thujopsis dolabrata var. dolabrata のことである。別変種として、ヒノキアスナロ（Thujopsis dolabrata var. hondae）がある。高木になる常緑針葉樹であり、小枝は十字対生するやや厚い鱗片状の葉によって扁平に覆われ、裏面に目立つ白色の気孔帯がある（図1）。"花期"は5月、球果は木質でその年の秋に熟し、基準変種では鱗片に明瞭な突起があるが、ヒノキアスナロでは突起が目立たない。冷温帯に生育する日本固有種であり、基準変種は本州、四国、九州、ヒノキアスナロは北海道南部から本州北部に分布する。
材は建築材などに利用され、特に青森県や石川県では重要な樹種である。また材にヒノキチオールなど精油が多く含まれ、医薬品や食品添加物、化粧品などに利用されている。「アスナロ」の名は、ヒノキに似るが材が多少劣ることから「明日はヒノキになろう」を意味するとされることが多いが、異説もある（→名称）。ヒバ（檜葉）やアテ（档）ともよばれる。

## 特徴
常緑高木になる針葉樹であり、幹は直立し、大きなものは高さ30メートル (m)、幹の直径 1 m になる（下図2a, b）。材は耐朽性が高く、枯死しても心材が残っていることがある。自生地では、斜面や雪の影響で根元が曲がっていることも多い。枝が地面を匍匐し、そこから根を生じて株となること（伏条更新）もある。樹皮は赤褐色から灰褐色、黒褐色、縦に薄く剥がれ、やや繊維状、剥げた跡は灰色になる（下図2c）。樹冠は卵状円錐形。枝はヒノキにくらべて太く、互生する。小枝は直径4–6ミリメートル (mm)、平面的に分枝して広がり、鱗片状の鱗形葉に扁平に覆われて表裏の別（背腹性）を示す（下記参照）。
葉は鱗片状、長さ 4–7 mm、鈍頭、ヒノキよりも厚く、無毛、十字対生して小枝を扁平に覆う（下図3）。背腹性を示し、左右につく葉は船形から卵状披針形で先端がわずかに内側に湾曲し、表裏につく葉は舌形から舌状菱形、いずれも表面（向軸側）は光沢がある濃緑色（下図3a）、裏面（背軸側）には大きく明瞭な白色の気孔帯がある（下図3b）。葉は数年間宿存し、小枝が太くなるとともに葉も大きくなる。
雌雄同株、"花期"は5月。雄球花は小枝に頂生し、楕円形、6–10対の小胞子葉（"雄しべ"）が十字対生し、それぞれ花粉嚢を3–5個つける（下図4a）。雌球花は扁球形、淡黄緑色で赤みをおび、4–5対の十字対生する果鱗（種鱗+苞鱗）からなり、各果鱗は3–5個の胚珠をもつ。球果は10–11月に熟し、木質、褐色、球形、直径 12–16 mm、果鱗は広卵形、長さ約 8 mm、上部が厚くなり、先端は角状に大きく突出する（下図4b）。ただし変種ヒノキアスナロではほとんど突出せず、球果は直径 15–20 mm ほど。種子は褐色、長楕円形、長さ 3–5 mm、狭い翼が2–3個ある。子葉は2枚。染色体数は 2n = 22。
材には重量比1%ほどの精油が含まれ、ツヨプセン（下図5a）、セドロール（下図5b）、クパレノール、コスタール、エレメナール、マユロン、ウィドロール、エレモールなどのセスキテルペンが多いが、α-およびβ-ツヤプリシン（ヒノキチオール; 下図5c）、β-ドラブリンも含まれる。一方、葉はサビネン、ボルネオール、サビノール、ジペンテンなどのモノテルペンを多く含む。種子には、サビネン、ヘジカリオール、α-ピネン、トタロール、α-テルピニルアセテートなどが多い。

## 分布・生態

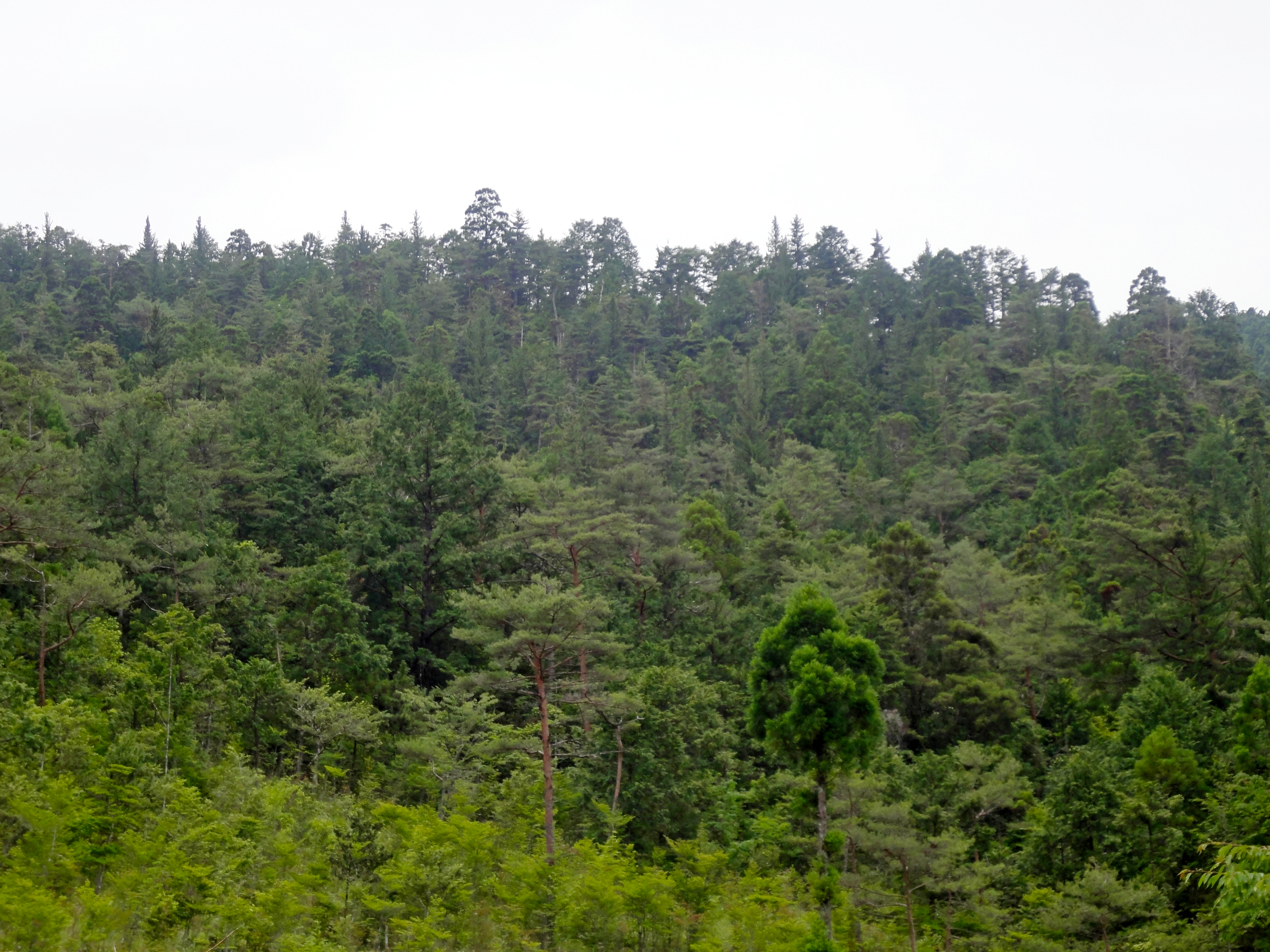
6. アスナロが混生する森林（徳島県）

日本固有種であり、湿潤な冷温帯（ブナ帯）に分布する（図6）。基準変種であるアスナロは本州（青森県津軽地方以南）、四国、九州に分布する。一方、変種ヒノキアスナロは、北海道南部（渡島半島）から本州北部（太平洋側は栃木県、日本海側は能登半島以北）に分布し、蛇紋岩地帯にも生育する。
一般的に斜面下部の湿潤地を好むが、スギよりは乾燥に強い。自生のものはしばしばクロベ（ネズコ）やブナと混生する。また、尾根筋や湿原周辺では純林を形成することもある。耐陰性が極めて高く、林内の樹下でもゆっくりと成長できるため、木曽ではヒノキ林の下層にアスナロが多く生育しており、放置すればアスナロ林に移行すると考えられている。材は粘り強いため、雪による幹折れはほとんどないが、根が浅いため強風や雪によって倒伏することがある。
アスナロは、スギやマツ類に比べて病虫害は少ない。ただし、Cistella japonica（子嚢菌門ズキンタケ綱）による漏脂病の被害が生じることがある。また Blastospora betulae（担子菌門サビキン綱）による天狗巣病が生じることがあるが、実害はない。

## 保全状況評価

### レッドリスト
国際自然保護連合（IUCN）のレッドリストでは、低危険種 (LC) に指定されている。
日本のレッドデータでは、アスナロとヒノキアスナロが別に扱われているが、いずれも日本全体としては絶滅危惧等の指定はない。都道府県単位では、アスナロは奈良県で希少種（統一カテゴリ名では準絶滅危惧種）に指定されており、またヒノキアスナロは以下の都道府県で指定を受けている（統一カテゴリ名、2023年現在）。
- 絶滅危惧II類: 石川県
- 準絶滅危惧: 北海道
- 地域個体群: 新潟県

### 天然記念物

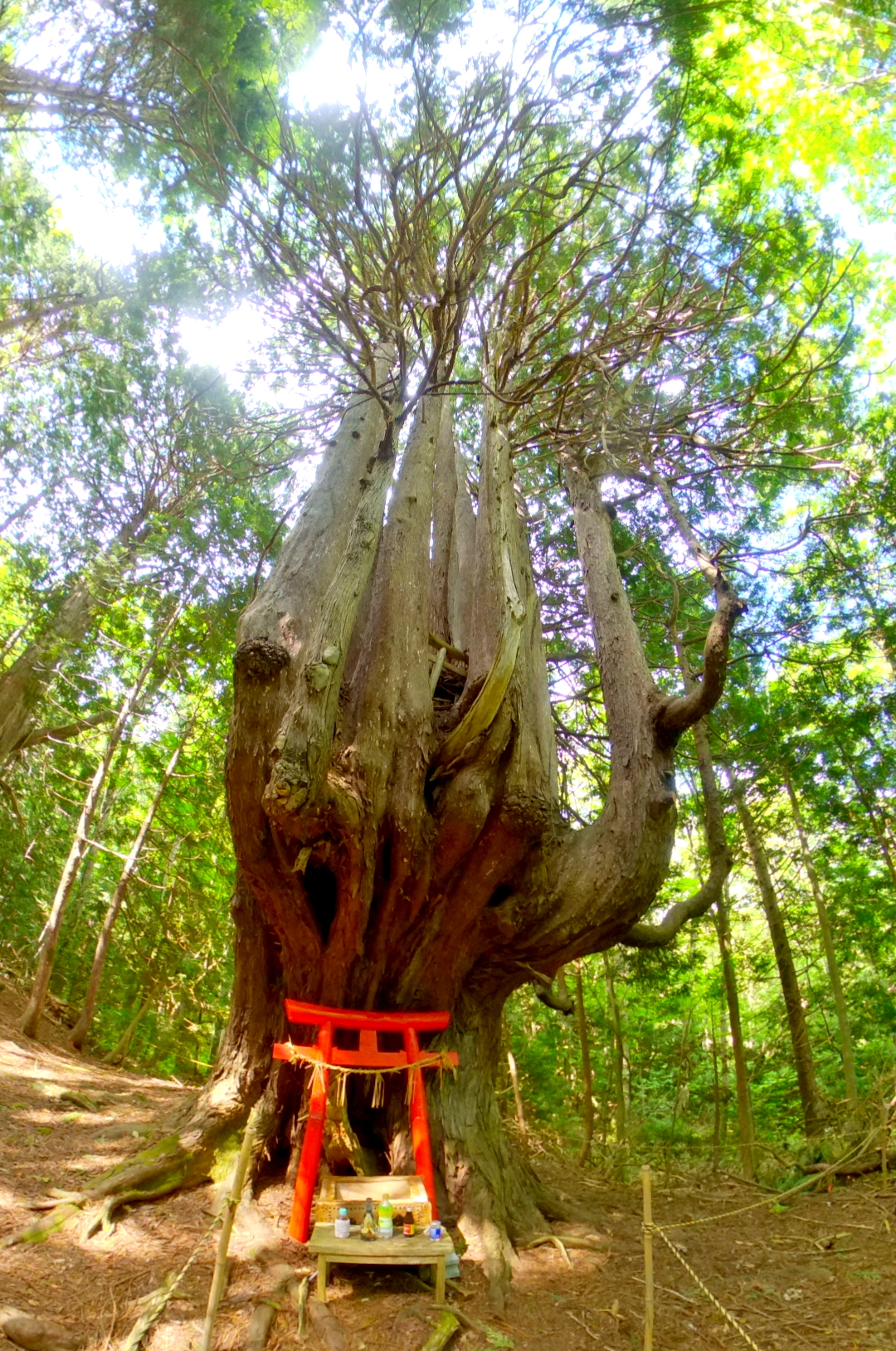
7. 十二本ヤス（青森県五所川原市）

日本では、アスナロ（ヒノキアスナロ）の自生地北限であり、かつアオトドマツの自生地南限である北海道檜山郡江差町の「ヒノキアスナロおよびアオトドマツ自生地」（およそ500ヘクタール）が、天然記念物に指定されており、また同地域は「椴川生物群集保護林」にも指定されている。この地域では、高木層でヒノキアスナロとアオトドマツが優占しており、ブナ、ミズナラ、ハリギリなどが混生、亜高木層でもヒノキアスナロが優占し、ミズキ、シナノキなどが混生している。
また、県など地方自治体指定に指定されたアスナロの天然記念物も存在し、その例を以下に示す。
- 十二本ヤス（青森県五所川原市、市指定）[50]（図7）
- 野沢温泉ひばの木（青森県三戸郡新郷村、村指定）[51]
- 天神様のヒノキアスナロ（青森県上北郡おいらせ町、町指定）[51]
- 道満の三光ヒバ（山形県天童市、市指定）[52]
- 大亀神社のアスナロ（福島県田村市、市指定）[53]
- 揚源寺アスナロウ（栃木県那須町、町指定）[54]
- 阿弥陀アスナロ（新潟県阿賀町、町指定）[55]
- 苗敷山のアスナロ（山梨県韮崎市、県指定）[56]
- 馬曲七曲のアスナロ（長野県下高井郡木島平村、村指定）[57]
- 元祖アテ（石川県鳳至郡門前町、県指定）[58]
- 栃が谷平のアスナロ群生（兵庫県豊岡市、県指定）[59]
- 都志見のアスナロ（広島県山県郡北広島町、県指定）[60]
- 芝原轟口のアスナロ（宮崎県高千穂町、県指定）[61]

## 人間との関わり

### 木材
アスナロ、ヒノキアスナロの材は耐朽性・耐水性に優れ、シロアリ害に強く、加工しやすい。材は建築、家具、風呂、土木、船、車両、器具、彫刻、経木などに用いられる。特に、岩木山神社や中尊寺金色堂など東北地方から北陸地方、北関東の寺社にしばしば使われている（下図8）。抗菌性と耐湿性に優れているため、アスナロ材はまな板に適しており、特に繊維が密で硬く丈夫な根元の材が用いられている。また、樹皮は槙肌（まきはだ、まいはだ; 防水用の詰め物）として優れている。
成長が遅く、一般的に100年以上の木を伐採する。気乾比重は0.37–(0.45)–0.55。心材は淡黄色、辺材は黄白色。木理が通直、肌目は精。精油による独得の強い臭気があり、水中貯木などでこれを除くことがある。一方でこの精油は抗菌性などを示し、広く利用されている（→下記参照）。
北海道における林業は、檜山におけるヒノキアスナロ（エゾヒノキとよばれた）の管理に始まり、1678年に松前藩が檜山奉行を置いた。しかし、山火事や太平洋戦争時の造船のための乱伐によって、北海道の天然林はほとんど消失したとされる。
青森県では、江戸時代にはヒノキアスナロは「ヒノキ（檜）」とよばれていたが、現在では「ヒバ」とよばれる。津軽・下北半島にヒノキアスナロの天然林が発達しており、また江戸時代に津軽藩が保護、造林に努めた。このような青森県のヒバ林は「青森ヒバ」とよばれ、秋田スギ、木曽ヒノキとともに日本三大美林の一つとされる。日本の国有林におけるアスナロの蓄積量は1,591万立方メートル（スギは18,933万立方メートル）であり、その8割以上が青森県に存在する（2018年現在）。青森県でヒノキアスナロを用いて作られた曲物はひば曲物とよばれ、県の伝統工芸品に指定されている。
石川県ではヒノキアスナロは「アテ」とよばれ、クサアテ、マアテ、エソアテ、カナアテなどの栽培品種がある。「アテ林業」は自生のものに由来するとする説と、東北などから移入されたものに由来するとする説がある。アテ林業では耐陰性が高く発根性がよいアテの性質を生かし、択伐によって生じた林内の空間にアテを直挿しまたは挿木苗植栽（下木植栽）することがあり、小面積でも持続的経営を可能にしている。石川県では、建築材などのほか、輪島塗の漆器木地にも利用される。
木曽谷では、アスナロがヒノキ、サワラ、クロベ（ネズコ）、コウヤマキとともに、木曽五木の1つとされる。木曽五木を材料とする箱物などは木曽材木工芸品とよばれ、長野県の伝統的工芸品に指定されている。

### その他の利用
アスナロ（ヒノキアスナロを含む）の材から得られる精油（上記参照）には抗菌性や防虫性があり、香料やアロマオイルとして広く流通している。特に精油の一成分であるβ-ツヤプリシン（ヒノキチオール）は抗菌性が強く、医薬品や食品添加物、化粧品などに利用されている。 
また、北海道では自生するヒノキアスナロの生育に必要な森林が保護・管理されており、当該地域の野生生物の保護や遺伝資源の保護、学術研究などに役立てられている。
観賞用に庭園や公園に植栽されることがある。園芸品種がいくつか作出されており、ヒメアスナロ（Thujopsis dolabrata var. hondae ‘Nana’）は多幹性の低木となり、球形または半球形の樹形となる（下図9a）。葉に斑が入るフイリアスナロ（Thujopsis dolabrata var. hondae ‘Variegata’）もある（下図9b）。また、防風用に植栽されることもある。
2017年には、富山県射水市産のアスナロが神戸市のメリケンパークに運ばれ、生木では世界一という高さ約30メートルのクリスマスツリーとして展示されたことがある。
アスナロの花言葉は、「芳香」である。

### 自治体の木
上記のように、地域によってはアスナロ（特にヒノキアスナロ）は林業上重要かつ身近な樹種であり、青森県では「ヒバ」の名で、石川県では「あて（能登ヒバ）」の名で、それぞれ県の木に指定されている。また各地の市町村でも、以下のように自治体の木とされている。
- 北海道: 江差町（ヒノキアスナロ）[76]、上ノ国町（ヒノキアスナロ）[77]
- 青森県: 五所川原市（ヒバ）[78]、むつ市（ひば）[79]、今別町（ヒバ）[80]、中泊町（ヒバ）[81]、風間浦村（ヒバ）[82]、佐井村（ヒバ）[83]
- 新潟県: 佐渡市（アテビ）[84]
- 石川県: 輪島市（档、アテ）[14]、穴水町（アテ）[85]

## 名称
和名であるアスナロの名は、ヒノキに似ているが材としてやや劣るため、「明日はヒノキになろう」に由来するとされることが多く、清少納言『枕草子』、松尾芭蕉『笈日記』、井上靖『あすなろ物語』などでもこの意味で記されている。
しかし、この語源は俗説であり正しくないとされることもあり、また材質がヒノキに劣ることはないともされる。古くは高貴なヒノキを意味する「アテヒ（貴檜）」とよばれ、これが「アスヒ（阿須檜）」になり、「アスナロ」に転化したともされる。西日本では、ヒノキ属のサワラをナロとよぶ地域がある。また、ヒノキに比べて葉が厚いことを示す「アツハヒノキ（厚葉檜）」から転じたとの説もある。
青森県などではヒバ（檜葉）、石川県ではアテ（档、檔、阿天）とよばれる。他にも別名が多く、アスナロウ（明日奈郎宇）、アスヒ、アスダロ、アテビ、アスワヒノキ（明日檜）、ツガルヒバ、シラビ（白檜）、オニヒノキ（鬼檜）、クサマキ（草槇）、ラカンハク（羅漢柏）などがある。青森県や北海道でヒバとよばれるものは変種のヒノキアスナロのことを指していて、渡島半島の檜山地方という地名は、ヒノキアスナロが多いことから来た名前である。
学名の Thujopsis dolabrata のうち、属名の Thujopsis は「クロベ属（ネズコ属、Thuja）に似ている」を示す。種小名はラテン語で「手斧」を意味する dolabra に由来し、葉の形を示している。

## 分類

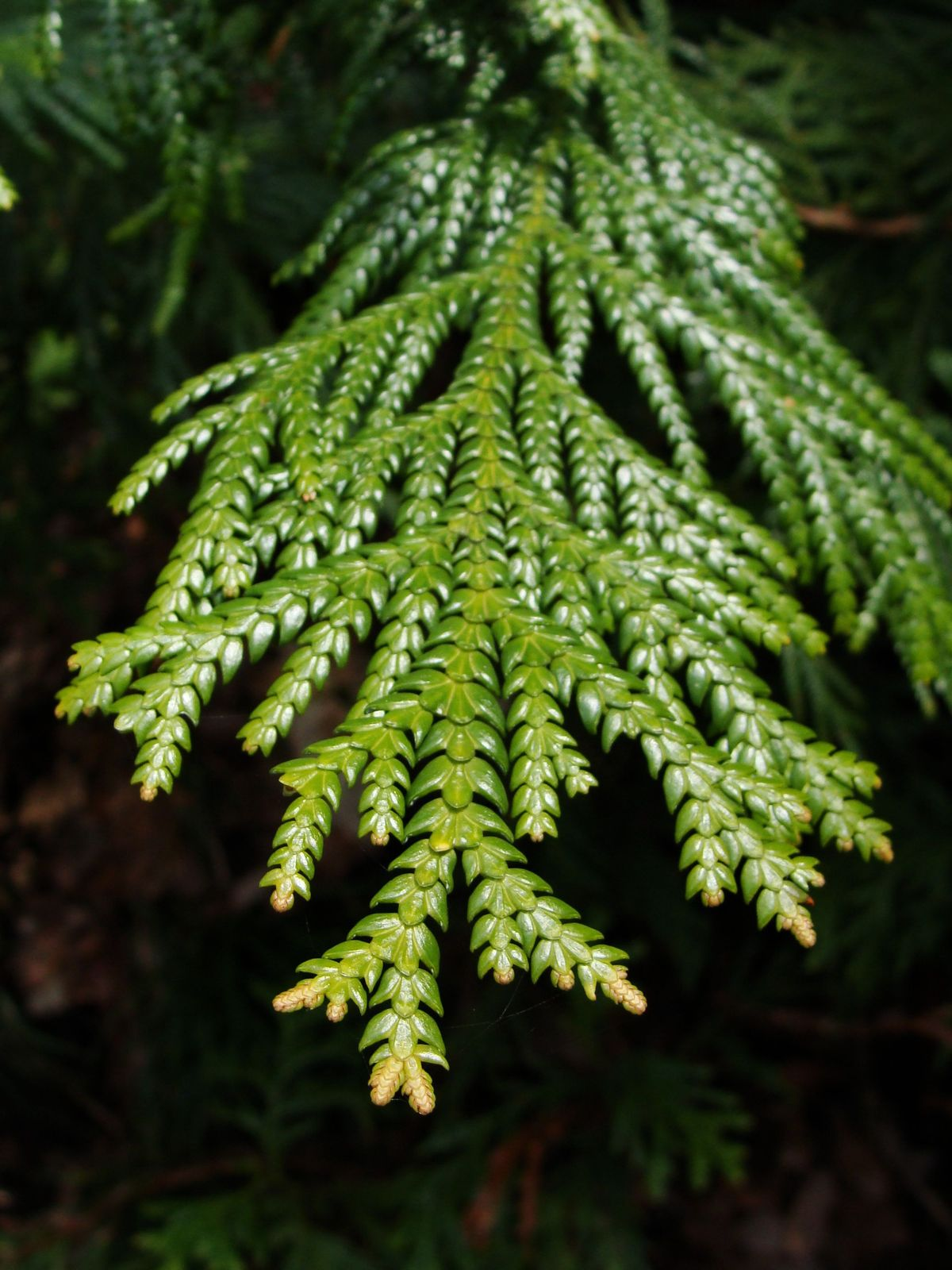
10. ヒノキアスナロ

種としてのアスナロは、基準変種のアスナロと、変種であるヒノキアスナロ（図10）を含む。ヒノキアスナロは、基準変種のアスナロよりも北方に分布する（上記参照）。ヒノキアスナロは、アスナロよりも鱗形葉がやや小さい。また、果鱗先端はほとんど突出せず、球果はほぼ球形で直径 15–20 mm。
- アスナロ Thujopsis dolabrata var. dolabrata[91][7]
シノニム: Thuja laetevirens Nuytens (1887), nom. nud.; Thuja prostrata Jacob-Makoy (1862); Thujopsis atrovirens Lavallée (1877); Thujopsis dolabrata var. australis A.Henry in H.J.Elwes & A.Henry (1907); Thujopsis dolabrata f. decumbens Beissn. (1891); Thujopsis dolabrata var. latifolia Lavallée (1877); Thujopsis dolabrata f. nana (Endl.) Beissn. (1887); Thujopsis dolabrata var. nana Endl. (1847); Thujopsis dolabrata f. variegata (Fortune) Beissn. (1887); Thujopsis dolabrata var. variegata Fortune (1861); Thujopsis keteleeri Standish ex J.Dix (1862); Thujopsis laetevirens Lindl. (1862)[91]
- ヒノキアスナロ Thujopsis dolabrata var. hondae Makino (1901)[92][93]
シノニム: Thujopsis dolabrata subsp. hondae (Makino) Silba (2006)[92]

また、青森県眺望山には、鱗形葉が著しく細いものが見られ、品種ホソバアスナロ（コアスナロ、学名: Thujopsis dolabrata var. hondae f. uchimappeana Hayashi (1960)）として命名されている。
現生種としては、アスナロはアスナロ属の唯一の種である。アスナロ属の確実な化石記録はおそらく東アジアに限られており、ヨーロッパからの報告もあるが、これは誤りと考えられている。最古の化石記録として確実なものは、中新世の北海道や本州から報告されている Thujopsis miodolabrata Tanai & N.Suzuki (1963) にさかのぼる。